# Étienne-Marie Siauve
 (août 2023).
La mise en forme du texte ne suit pas les recommandations de Wikipédia : il faut le « wikifier ».
Les points d'amélioration suivants sont les cas les plus fréquents. Le détail des points à revoir est peut-être précisé sur la page de discussion.
- Les titres sont pré-formatés par le logiciel. Ils ne sont ni en capitales, ni en gras.
- Le texte ne doit pas être écrit en capitales (les noms de famille non plus), ni en gras, ni en italique, ni en « petit »…
- Le gras n'est utilisé que pour surligner le titre de l'article dans l'introduction, une seule fois.
- L'italique est rarement utilisé : mots en langue étrangère, titres d'œuvres, noms de bateaux, etc.
- Les citations ne sont pas en italique mais en corps de texte normal. Elles sont entourées par des guillemets français : « et ».
- Les listes à puces sont à éviter, des paragraphes rédigés étant largement préférés. Les tableaux sont à réserver à la présentation de données structurées (résultats, etc.).
- Les appels de note de bas de page (petits chiffres en exposant, introduits par l'outil «  Source ») sont à placer entre la fin de phrase et le point final[comme ça].
- Les liens internes (vers d'autres articles de Wikipédia) sont à choisir avec parcimonie. Créez des liens vers des articles approfondissant le sujet. Les termes génériques sans rapport avec le sujet sont à éviter, ainsi que les répétitions de liens vers un même terme.
- Les liens externes sont à placer uniquement dans une section « Liens externes », à la fin de l'article. Ces liens sont à choisir avec parcimonie suivant les règles définies. Si un lien sert de source à l'article, son insertion dans le texte est à faire par les notes de bas de page.
- La présentation des références doit suivre les conventions bibliographiques. Il est recommandé d'utiliser les modèles {{Ouvrage}}, {{Chapitre}}, {{Article}}, {{Lien web}} et/ou {{Bibliographie}}. Le mode d'édition visuel peut mettre en forme automatiquement les références.
- Insérer une infobox (cadre d'informations à droite) n'est pas obligatoire pour parachever la mise en page.

Pour une aide détaillée, merci de consulter Aide:Wikification.
Si vous pensez que ces points ont été résolus, vous pouvez retirer ce bandeau et améliorer la mise en forme d'un autre article.
 (août 2023).
Si vous disposez d'ouvrages ou d'articles de référence ou si vous connaissez des sites web de qualité traitant du thème abordé ici, merci de compléter l'article en donnant les références utiles à sa vérifiabilité et en les liant à la section « Notes et références ».
Étienne-Marie Siauve est un homme politique français né dans la paroisse Notre-Dame à Saint-Étienne le 5 juillet 1758 et déclaré décédé le 12 juillet 1812 au camp de Saratov en Russie.

## Biographie
Ses années de formation initiale sont mal connues.
Élève du séminaire Saint Irénée de Lyon, place Croix Paquet, démoli au XIXe siècle. Tonsuré en 1778, sous-diacre en 1780, ordonné diacre en 1781.
Nommé en 1782 vicaire de La Ricamarie Loire.

## Après la révolution française
Il prête serment sur la Constitution civile du clergé en 1790, ne se rétractera pas.
Le 17 décembre 1790, il rédige à Saint Étienne le règlement de la « Société des amis de la Constitution », dont il est l'un des fondateurs et préside le club central.
Il publie Observations sur l'éducation nationale, une adresse aux représentants du peuple à l'Assemblée nationale,pour demander la création « urgente » d'un collège à Saint-Étienne. Il la fait imprimer à Lyon en l'absence d'imprimerie à Saint-Étienne.
Encore vicaire de La Ricamarie, Il prononce le 15 avril 1791, dans l'église de Saint-Étienne l’Éloge funèbre d'Honoré Riquetti Mirabeau, qui sera imprimé d'après l'invitation des sociétés patriotiques de la ville. 
De juin 1791 à l'été 1792, prêtre constitutionnel il devient le curé élu d'Ampuis (département de Rhône et Loire), il lit le dimanche à ses paroissiens la Feuille villageoise « adressée, chaque semaine, à tous les villages de la France, pour instruire des lois, des événements qui intéressent tout citoyen ; proposée par souscription aux propriétaires, fermiers, pasteurs, habitants et amis des campagnes ».
Il milite dans le club fondé par le général Servan, rencontré en septembre 1791 à Ampuis où il possède un domaine viticole et a fondé la Société populaire.
Le 16 février 1792 dans l'église de Condrieu il prononce l’Eloge funèbre de J-J Cerutti, député de l'Assemblée nationale, principal rédacteur de la Feuille villageoise.

## Dans l'armée
De 1792 à 1812, devenu Commissaire des guerres, dans la 19e division de l'Armée des Alpes il va se déplacer beaucoup en France et en Europe  En l'absence de correspondance privée connue les lettres que contient son dossier du Service Historique de l'Armée de Terre permettent de le suivre et de préciser son parcours. 
À Lyon, sa première affectation, il épouse Eléonore Carret le 28 octobre 1793, avec contrat (devant Maître Detours au domicile de Carret) 
C'est un beau mariage avec la fille d'un notable, Michel-Claude Carret, chirurgien major de l'Hôtel Dieu de Lyon, officier municipal en 1790, député du Rhône au Conseil des Cinq Cent en 1797, décoré de la Légion d'honneur en 1805, Conseiller maître à la Cour des comptes en 1807.
Ensuite il rejoint Valence, Briançon, Chambéry.
Sa lettre du 20 septembre 1792 à François Xavier Lanthenas, factotum du ministre Jean-Marie Roland de La Platière, détaille les multiples activités de cette nouvelle fonction.
D'autres lettres sont liées à des réclamations pour traitement non perçu en 1793. Il y mentionne son arrestation, son emprisonnement jusqu'au 10 octobre 1793, libéré par Couthon envoyé de Paris après le Siège de Lyon. Il doit alors fournir divers certificats de civisme et l'affaire traîne en longueur jusqu'en 1796, alors qu'il est en poste à Chambéry.
À Paris, Siauve est employé à la comptabilité au Ministère de la Guerre entre 1796 et 1799.
Adepte de la théophilanthropie, religion civique autorisée par le Directoire , il est rédacteur de L'Écho des cercles patriotiques et des réunions des théophilanthropes, feuille villageoise. « Rédigé par un esprit indépendant, l'ex-prêtre Siauve, c'est une gazette vivante et alerte qui a son franc-parler et qui sait critiquer jusqu'à ses amis. Ses indiscrétions, ses intempérances de langage en font un des plus importants. »
En 1797 il assiste à la première séance officielle de la deuxième Société des amis des Noirs qui milite pour l'abolition de l'esclavage. Lanthenas et Servan en font aussi partie.
Élu à Montbrison député de la Loire au Conseil des Cinq Cents en avril 1798, il ne siègera pas, les élections de 26 départements ayant été annulées par le Directoire. Il considère que dans leur procès-verbal les représentants de la République ont attaqué sa vie privée et rédige une adresse au corps législatif pour une loi contre la calomnie. L'événement marque la fin de sa carrière politique : il ne se représentera pas.
Il suit en 1799 l'Armée d'Italie à Crémone, Milan, puis de 1801 à 1802 à Mantoue où il est chargé de la police des troupes de la place. 
En 1802 il traduit et publie Jacqueline Foroni un rapport du DrTonni, Dr Tinelli, Dr Paganini et Dr Ballardi, de la classe de médecine de l'Académie Virgilienne, sur un examen médical subi pour vérifier si les doutes émis par un prêtre sont infondés et si rien ne s'oppose à un mariage. Le rapport conclut que Foroni "n'est pas responsable de son attirance contre nature. C'est un homme mais il n'est pas autorisé à se marier avec un homme ."
Compromis dans l'affaire du tableau démembré de Rubens : La Sainte Trinité, adorée par Vincent Gonzague et sa famille, entreposé dans une église devenue dépôt de fourrage pour les troupes, il doit se défendre dans une lettre le 29-8 1801 à l'Administration centrale du département du Mincio en invoquant son intention de sauver le tableau. Ses dires sont appuyés par une déclaration du peintre Felice Campi qu'il avait chargé du découpage et du rentoilage.
Déplacé, il est mis à disposition du gouvernement à Poitiers de 1803 à 1804 et affecté à la comptabilité de la 12e division.
Cette courte étape en Poitou amorce une autre vie, celle d'antiquaire, on ne dit pas encore archéologue. Il adhère à l'Académie celtique.
Ses premières fouilles pour la Société d'émulation qui portent sur les nécropoles de Civaux, Chauvigny sont suivies de publications : Mémoire sur les Antiquités du Poitou en 1804 et l'année suivante Mémoire sur l'octogone de Montmorillon. Le musée Sainte Croix de Poitiers.conserve par ailleurs une borne milliaire,creusée en sarcophage, dédicacée à Constance Chlore. "Selon E.-M. Siauve et B. Ledain, elle devait se situer à l'origine sur la voie reliant Poitiers à Tours".
De 1806 à 1808, réintégré dans l'Armée d'Italie, il est à Udine (Frioul) puis Trévise (Dalmatie).
En 1809 avec l'Armée du Tyrol, à Bolzano puis Lubliana (Provinces Illyriennes).
Le 13 décembre 1809, de Bolzano, sur papier à entête de commissaire ordonnateur, il sollicite de l'avancement auprès de son Altesse le prince de Neuchâtel, le major général Berthier. Il lui rappelle ses mérites, le peu de privations subies par les troupes dans une position critique face à la rébellion.
À cette date il est veuf d'Éléonore Carret depuis un an, père de deux enfants Eliza (née en 1796 ou 97) Joseph Étienne Adrien né à Lyon en 1801, et d'une fille naturelle Fortunée Camille Stéphanie d'Albepierre née en 1801 à Milan. Il confie ses deux filles à l'Institut Pestalozzi d'Yverdon, en Suisse. Il leur rendra une dernière visite en juin 1812 avant son départ pour la Russie. 
Pendant cette période il s'adonne à sa passion pour l'épigraphie, les fouilles de vestiges romains à Aquilée et du temple lombard de Cividale.
En 2007 les Actes du Colloque Archeofriuli témoignent de son niveau de compétence et lui attribuent un rôle pionnier qui a conduit à la candidature en 1996, et enfin au classement en 2011 de Cividale, de son temple au Patrimoine Mondial de l'Humanité comme trace unique de l'époque lombarde.
À noter aussi : les produits des fouilles de Siauve ont été préservés, exposés au public.
Il a appuyé la nomination de son dessinateur-accompagnateur Leopoldo Zuccolo comme directeur du Museo Eugeniano.
La période d'occupation des troupes napoléoniennes et la passion de Siauve pour l'archéologie ont favorisé la mise en valeur des monuments lombards de Cividale. 
Sa curiosité lui a ouvert en Illyrie-Slovénie les portes des élites locales favorables aux Français, de leurs bibliothèques et salons.
Après des vérifications in situ il modifie la table de Peutinger, se fondant sur les sources littéraires et géographiques anciennes.
Il est rappelé à Vérone dans l'Armée d'Italie en 1811 pour les préparatifs de la campagne de Russie, affecté à la 13e division du 4e corps d'Eugène de Beauharnais.
Fait prisonnier après le Passage du Niemen, en juin 1812, il meurt au camp de Saratov (Volga).
Dans son dossier du Service Historique de l'Armée de Terre, Etat du 10-2-1813, il est porté mort à la Grande Armée au camp de prisonniers de Saratoff. Mais il n'y a pas de date ni de lieu de capture.
Jusqu'en 1814 en France l'incertitude a régné sur le sort des prisonniers, comme en témoignent les courriers divers Pestalozzi-Jullien- général Alexandre ami de Siauve.